# Гранит (тауншип, Миннесота)
Гранит (англ. Granite) — тауншип в округе Моррисон, Миннесота, США. На 2000 год его население составило 480 человек.

## География
По данным Бюро переписи населения США площадь тауншипа составляет 93,6 км², из которых 93,6 км² занимает суша, а 0,1 км² — вода (0,06 %).

## Демография
По данным переписи населения 2000 года здесь находились 480 человек, 142 домохозяйства и 114 семей.  Плотность населения —  5,1 чел./км².  На территории тауншипа расположено 144 постройки со средней плотностью 1,5 построек на один квадратный километр. Расовый состав населения: 99,79 % белых и 0,21 % приходится на две или более других рас.
Из 142 домохозяйств в 43,7 % воспитывались дети до 18 лет, в 77,5 % проживали супружеские пары, в 2,1 % проживали незамужние женщины и в 19,7 % домохозяйств проживали несемейные люди. 18,3 % домохозяйств состояли из одного человека, при том 5,6 % из — одиноких пожилых людей старше 65 лет. Средний размер домохозяйства — 3,38, а семьи — 3,88 человека.
34,0 % населения — младше 18 лет, 10,4 % — в возрасте от 18 до 24 лет, 25,6 % — от 25 до 44, 24,2 % — от 45 до 64, и 5,8 % — старше 65 лет. Средний возраст — 29 лет. На каждые 100 женщин приходилось 112,4 мужчин.  На каждые 100 женщин старше 18 приходилось 121,7 мужчин.
Средний годовой доход домохозяйства составлял 47 813 долларов, а средний годовой доход семьи —  48 571 доллар. Средний доход мужчин —  27 115  долларов, в то время как у женщин — 21 429. Доход на душу населения составил 14 311 долларов. За чертой бедности находились 6,9 % семей и 9,8 % всего населения тауншипа, из которых 12,0 % младше 18 и 43,8 % старше 65 лет.